# Имнаишвили, Александр Дмитриевич
Александр Дмитриевич Имнаишвили (1910 год, Батумская область, Российская империя — неизвестно, Кобулетский район, Грузинская ССР) — заведующий отделением Очхамурского совхоза имени Сталина Министерства сельского хозяйства СССР, Грузинская ССР. Герой Социалистического Труда (1951).

## Биография
Родился в 1910 году в крестьянской семье в одном из сельских населённых пунктов Батумской области. В послевоенное время возглавлял отделение чаеводческого Очамхурского совхоза (позднее — совхоз «Очхамури»), директором которого был Иван Самсонович Путуридзе.
В 1950 году труженики отделения Александра Имнаишвили собрали 5184 килограмма сортового зелёного чайного листа на площади 30 гектаров. Указом Президиума Верховного Совета СССР от 27 июля 1951 года удостоен звания Героя Социалистического Труда за «получение в 1950 году высоких урожаев сортового зелёного чайного листа» с вручением ордена Ленина и золотой медали «Серп и Молот» (№ 6105).
Этим же Указом званием Героя Социалистического Труда были награждены директор совхоза Иван Самсонович Путуридзе, старший агроном Шалва Сардионович Грдзелидзе, труженицы его отделения Зоя Васильевна Зоркина и Елена Савельевна Плахотникова.
После выхода на пенсию проживал в Кобулетском районе. С 1975 года — персональный пенсионер союзного значения. Дата смерти не установлена.